# アガステネース
アガステネース（古希: Αγασθένης, Agasthenēs）は、ギリシア神話の人物である。長母音を省略してアガステネスとも表記される。
エーリス地方の王アウゲイアースの子で、ピューレウス、アガメーデー、エピカステーと兄弟。妻ペローリスとの間に、ポリュクセノスをもうけた。
ヘーラクレースがエーリス地方を占領したとき、かつてアウゲイアースと裁判で争ったさいに自分の味方をしたピューレウスをドゥーリキオンから呼び戻し、エーリスの王とした。しかしピューレウスはエーリスの国制を制定した後にドゥーリキオンに帰った。そのためアウゲイアースの死後、アガステネースが父の王権を継いだ。
アポロドーロスもヘーラクレースはピューレウスに王権を与えたとしているが、アウゲイアースとその息子たちは殺されたことになっている。